# Петков, Петко Димитров
Петко Димитров Петков (болг. Петко Димитров Петков; 4 мая 1891, София, Княжество Болгария — 14 июня 1924, София, Третье Болгарское царство) — болгарский политический и общественный деятель, дипломат, редактор, лидер левого крыла Болгарского земледельческого народного союза (БЗНС).

## Биография
Сын государственного деятеля  Димитра Петкова, брат политика Николы Петкова.
В 1911 году окончил юридический факультет Парижского университета. В 1920—1922 годах был на дипломатической службе. Участник Первой мировой войны.
В 1922 году принимал участие в работе Генуэзской конференции в качестве первого помощника А. Стамболийского. В 1922—1923 годах — директор политического отдела министерства иностранных дел. 
После фашистского переворота 9 июня 1923 выступал за единый фронт с Болгарской коммунистической партией в борьбе с фашизмом. В 1923 г. избран депутатом Народного собрания Болгарии.
С августа 1923 года издавал газету «Защита» (с сентября «Народная защита»), на страницах которой выдвинул требование установления рабоче-крестьянской власти. 
Пал от руки наёмного фашистского убийцы.

## Память
- Его именем названа одна из улиц Софии.